# Вневедомственная охрана Росгвардии
Вневе́домственная охра́на Росгва́рдии (ОВО Росгва́рдии) — государственное подразделение со специальными званиями полиции, осуществляющее охрану особо важных и режимных объектов (в том числе подлежащих обязательной охране войсками национальной гвардии), имущества физических и юридических лиц по договорам, участвующее в обеспечении охраны общественного порядка, предупреждении и пресечении преступлений и административных правонарушений. В ряде государств находится в составе Министерств внутренних дел. В Российской Федерации с 2016 года является структурным подразделением Федеральной службы войск национальной гвардии Российской Федерации (Росгвардии). Сотрудники подразделения не входят в штатный состав организаций, учреждений, промышленных предприятий, объекты которых охраняют, — отсюда название «вневедомственная охрана» для отличия от ведомственной охраны.

## История
3 марта 1920 года в РСФСР для охраны промышленных объектов, запасов продукции и сырья были созданы подразделения промышленной милиции.
6 февраля 1924 года было принято Постановление СНК РСФСР о создании ведомственной милиции и утверждено Положение о ведомственной милиции. Она создавалась для охраны имущества государственных предприятий и учреждений, а также частных организаций, имеющих государственное значение и охраны правопорядка в пределах территории, занимаемых этими объектами. Ведомственная милиция создавалась на договорных началах с администрацией народнохозяйственных объектов, которые она охраняла, и содержалась за их счёт.
29 октября 1952 года постановлением Совета Министров СССР № 4633-1835 «Об использовании в промышленности, строительстве и других отраслях народного хозяйства работников, высвобождающихся из охраны, и мерах по улучшению дела организации охраны хозяйственных объектов министерств и ведомств» создана вневедомственная наружная сторожевая охрана (ВНСО) при органах Министерства внутренних дел. В подчинение органов внутренних дел были переданы сторожевые бригады, охранявшие торговые и хозяйственные объекты.
В 1959 году вневедомственной охране были переданы функции инспектирования ведомственной охраны.
С 1962 года перед вневедомственной охраной были поставлены задачи по внедрению средств технической охраны (охранной, пожарной сигнализации), развитию централизованной охраны объектов.
18 февраля 1966 года постановлением Совета Министров СССР утверждено Типовое положение о вневедомственной охране при органах милиции, которое определяло, что вневедомственная охрана при органах милиции организуется для охраны предприятий, строек, учреждений и организаций, расположенных в городах, рабочих посёлках и районных центрах, и состоит из военизированных подразделений, предназначенных для охраны особо важных и режимных объектов, и сторожевых подразделений, предназначенных для охраны остальных объектов. Вневедомственная охрана при органах милиции находилась в ведении министерств охраны общественного порядка союзных республик. Военизированные подразделения вневедомственной охраны при органах милиции состояли из отрядов, отдельных команд, групп и отделений, а сторожевые подразделения — из бригад. Военизированные подразделения вооружались карабинами, винтовками, пистолетами и револьверами.
По состоянию на 1975 год, общая численность вневедомственной охраны в СССР составляла 53 тыс. человек, под охраной находилось 200 тысяч объектов.
По состоянию на начало декабря 1987 года, общая численность вневедомственной охраны СССР составляла почти 1 миллион человек (в том числе, 178 тыс. сотрудников милиции, но основную часть сотрудников составляли сторожа), под охраной находились 600 тыс. объектов и 1 млн помещений (в том числе, свыше 50 % промышленных объектов, предприятий и организаций и практически все предприятия торговли и общепита) и 410 тыс. квартир. За счёт внедрения средств технической охраны в период с 1977 года до конца 1987 года численность сторожей была уменьшена на 143 тыс. человек (с ежегодным фондом оплаты 134,7 млн рублей). Как сообщил начальник Главного управления вневедомственной охраны МВД СССР, генерал-майор милиции Л. Попов, в течение 1987 года сотрудниками вневедомственной охраны ежедневно предотвращалось до 30 краж и задерживалось до 40 преступников и правонарушителей.

### После распада СССР
После распада СССР вневедомственная охрана в той или иной форме сохранилась во всех бывших союзных республиках. Тем не менее, государственный статус этих структур, система финансирования и названия в разных странах сильно различаются.

#### Россия
14 августа 1992 года Правительство Российской Федерации приняло «Положение о вневедомственной охране при органах внутренних дел Российской Федерации».
В 1993—2005 годы в состав вневедомственной охраны были включены подразделения ВОХР.
В 2003 году общая численность вневедомственной охраны в России составляла 477 тыс. человек, под охраной ОВО находились более 427 тыс. объектов.
В 2005 году была произведена реорганизация службы, создан Департамент государственной защиты имущества МВД России (ДГЗИ) и образовано специализированное унитарное предприятие — ФГУП «Охрана» МВД России, которое выполняет проектирование, монтаж и подключение систем охраны и контроля доступа. В состав ФГУП «Охрана» вошли работники военизированной, сторожевой и технических служб вневедомственной охраны.
С этого времени подразделения вневедомственной охраны (ОВО) осуществляют только охрану объектов путём мониторинга технических средств охраны и реагирования на сигналы тревоги (в том числе поступивших от других структур, осуществляющих мониторинг охранных систем).
По состоянию на июль 2006 года, численность вневедомственной охраны составляла 450 тыс. человек, в том числе:
- 247 тыс. сотрудников милиции;
- 103 тыс. работников ФГУП «Охрана»;
- 100 тысяч вольнонаёмных работников — это дежурные пультов централизованного управления и сотрудники обеспечивающих подразделений[11].

В связи с реформой правоохранительных органов, в 2010—2012 году предусмотрено увеличение численности ОВО на 35 тыс. человек, до 485 тыс. чел.
После создания в России в 2016 году Федеральной службы войск национальной гвардии Российской Федерации (Росгвардии), подразделения вневедомственной охраны вошли в её состав.

#### Белоруссия
В Белоруссии подразделения вневедомственной охраны МВД БССР были преобразованы в Департамент охраны МВД Республики Беларусь.

#### Казахстан
В начале 1990-х годов в Казахстане сохранялась структура советской милиции, но после создания полиции функции вневедомственной охраны были переданы специализированной службе охраны Министерства внутренних дел Республики Казахстан.

#### Латвия
В Латвии вневедомственная охрана успешно функционировала до декабря 2009 года. Летом 2009 года под давлением со стороны Европейского союза правительством Латвии было принято решение о ликвидации в декабре 2009 года Управления вневедомственной охраны Латвии «Аpsardze». «Главным аргументом ликвидации явилась принятая в Европе позиция, что полиция должна избавиться от нехарактерных для неё охранных функций, которые может предлагать частный сектор».

#### Узбекистан
1 марта 1993 года на базе подразделений вневедомственной охраны было создано Главное управление вневедомственной охраны Министерства внутренних дел Республики Узбекистан.

#### Украина
10 августа 1993 года в соответствии с Постановлением Кабинета Министров Украины № 615 на базе подразделений вневедомственной охраны при органах внутренних дел была создана Государственная служба охраны при МВД Украины.

#### Эстония
В Эстонии в 1998 году произошла приватизация вневедомственной охраны. Собственность ОВО выставили на торги, на которых оно было приобретено частной охранной компанией «ESS Grupp AS» (позднее переименованной в «Falck Baltics»).

## Современное состояние в России
В 2017 году Распоряжением Правительства РФ от 15.05.2017 N 928-р утверждён перечень объектов подлежащих обязательной охране ОВО Росгвардии. Физическая охрана этих объектов выполняется аттестованными сотрудниками в должности Полицейский-Росгвардии. Перечень объектов периодически обновляется. Для иных объектов, не входящих в обязательный перечень, на договорной основе, предоставляется только услуга пультовой охраны. Физическую охрану объектов любой формы собственности предоставляет ФГУП Охрана Росгвардии.
До 5 апреля 2016 года общее и оперативное управление вневедомственной охраной осуществлялось Главным управлением вневедомственной охраны МВД России (ГУВО).
Для организации охраны широко используются технические средства (объёмные и акустические извещатели, оптико-электронные датчики и пр.), съём информации с которых осуществляется посредством существующих каналов связи, например, через городскую телефонную сеть. Информация с технических средств охраны поступает на ПЦО (Пункт Централизованной Охраны) и обрабатывается дежурным персоналом.
Постановка объекта на охрану и его последующее снятие с охраны осуществляется либо звонком оператору ПЦО, либо с применением кодового устройства или электронного ключа.
Подразделения вневедомственной охраны функционируют в полутора тысячах городов и населённых пунктов 82 субъектов Российской Федерации.
Под охраной подразделений вневедомственной охраны находятся:
- 1,5 млн квартир граждан;
- 279,7 тыс. других мест хранения личного имущества граждан;
- 514,5 тыс. объектов различных форм собственности, в том числе 45,4 тыс. подлежащих государственной охране (здания органов государственной власти и управления, учреждения кредитно-финансовой системы; международные аэропорты; гидротехнические сооружения; объекты телерадиовещания и печати, культурного наследия России; места хранения оружия и боеприпасов, наркотических веществ, добычи и переработки драгоценных металлов и камней; склады мобилизационного резерва, взрывчатых веществ и материалов и другие объекты особой важности, повышенной опасности и жизнеобеспечения).[21]

С 1 января 2012 года подразделения вневедомственной охраны получили статус казённых учреждений.
Согласно Закону «Об исполнении бюджета за 2012 года» в 2012 году на обеспечение деятельности вневедомственной охраны было израсходовано 89 млрд рублей, поступления в бюджет за услуги, предоставляемые вневедомственной охраной, составили 48,4 млрд рублей.

## Структура вневедомственной охраны
В структуру вневедомственной охраны входят:
- строевые подразделения полиции (СПП) — укомплектованы аттестованными сотрудниками, имеющими специальные звания полиции;
- специализированные строевые подразделения полиции (ССПП)- осуществляют мероприятия по охране имущества всех форм собственности при его транспортировке (сопровождение грузов), как на транспорте собственника имущества, так и на собственном;
- пункты централизованной охраны (ПЦО) — создаются для охраны рассредоточенных на местности объектов различного назначения;
- центры оперативного управления (ЦОУ) — создаются путём слияния СПП и ПЦО.

## Инициатива об охране образовательных учреждений
В ноябре 2018 года после массового убийства детей в Керченском колледже, депутат ГД Сергей Вострецов внёс в экспертный совет проект закона предлагающий внести поправку в Федеральный закон «О войсках национальной гвардии России», согласно которой охраной образовательных организаций должны заниматься аттестованные сотрудники вневедомственной охраны Росгвардии. Предложение не было поддержано из-за существенных материальных затрат.
В мае 2021 года, после массового убийства детей в казанской гимназии, фракция Справедливая Россия в Государственной Думе и депутат Олег Шеин направили предложение в Правительство России о дополнении перечня объектов подлежащих обязательной охране Росгвардией утверждённый Распоряжением Правительства РФ от 15.05.2017 N 928-р. Инициативу поддержал председатель Совета Федерации по науке, образованию и культуре Лилия Гумерова. ЛДПР и КПРФ высказались против увеличения численности сотрудников Росгвардии и дополнительных финансовых затрат. Единая Россия указала на сохранение и усиление действующих мер безопасности. Глава Росгвардии Виктор Золотов на совещании с Президентом РФ Владимиром Путиным и Правительством России указал на нехватку численности сотрудников и финансирования, указав на увеличение численности аттестованных сотрудников в размере 776 тыс. единиц и выделении дополнительных средств из федерального бюджета на их содержание в размере 600 млрд рублей ежегодно. Предложение дополнить перечень объектов, на которые частная охранная деятельность не распространяется, утверждённый Постановлением Правительства РФ от 25.10.2021 № 1820, обеспечив физическую охрану образовательных учреждений вольнонаёмными работниками ФГУП Охрана Росгвардии на договорной основе или наделение правом органы местного самоуправления на создание муниципальной охраны, не обсуждалось.

## Шевроны ОВО России

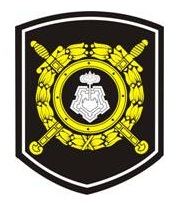
ОВО милиции 1993—2012 гг
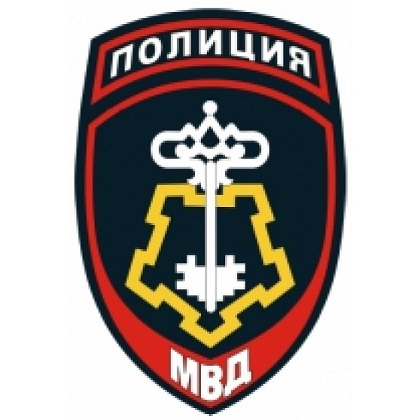
ОВО полиции 2012—2016 гг
ОВО Росгвардии 2016—н.в.